# 許仲猷
許仲猷（？—？），一名仲獻，字子淵，江西樂平金沙鄉人，明朝政治人物，同進士出身。

## 生平
洪武十八年（1385年）登乙丑科同進士，後任慈縣教諭。